# Вела-Лука
Ве́ла-Лу́ка (хорв. Vela Luka слушатьо файле) — город и община в южной части Хорватии (в Далмации), расположен на западе острова Корчула, на берегу Адриатического моря. 

## География

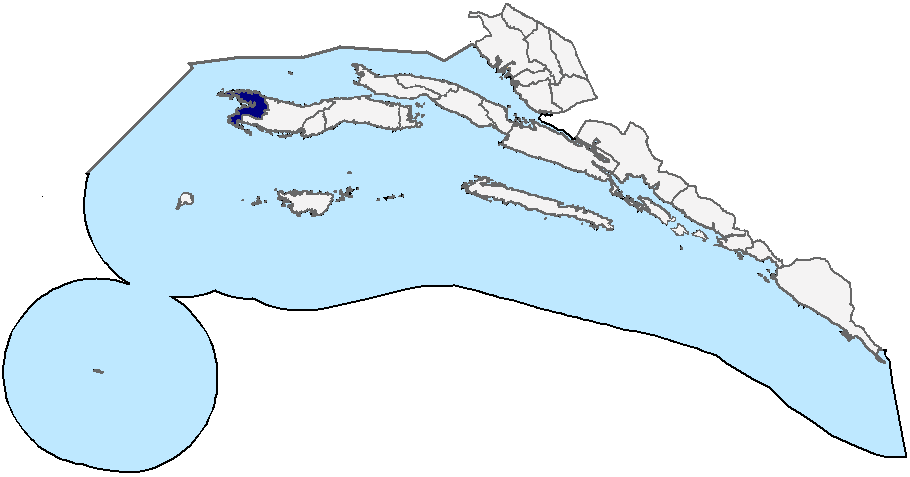
Положение общины на территории жупании

Вела-Лука расположена в глубине обширной бухты, вдающейся в остров Корчула. Высота над уровнем моря — 18 метров. 
Исторически развивалась как торговый и рыболовецкий порт, Вела-Лука в переводе с хорватского означает «большой порт». Связана паромным сообщением со Сплитом и островом Ластово.
В окрестностях Вела-Луки находится обширная пещера Вела Спила (хорв. Vela Spila), в которой найдены археологические артефакты эпох мезолита и неолита.

## Население
Численность населения города: 4 380 человек в 2001 году, 4 137 — согласно переписи 2011 года.
По состоянию на 31 декабря 2019 года в общине проживали  3 948 человек, из них 1 900 мужчин и 2 048 женщин.

## Галерея

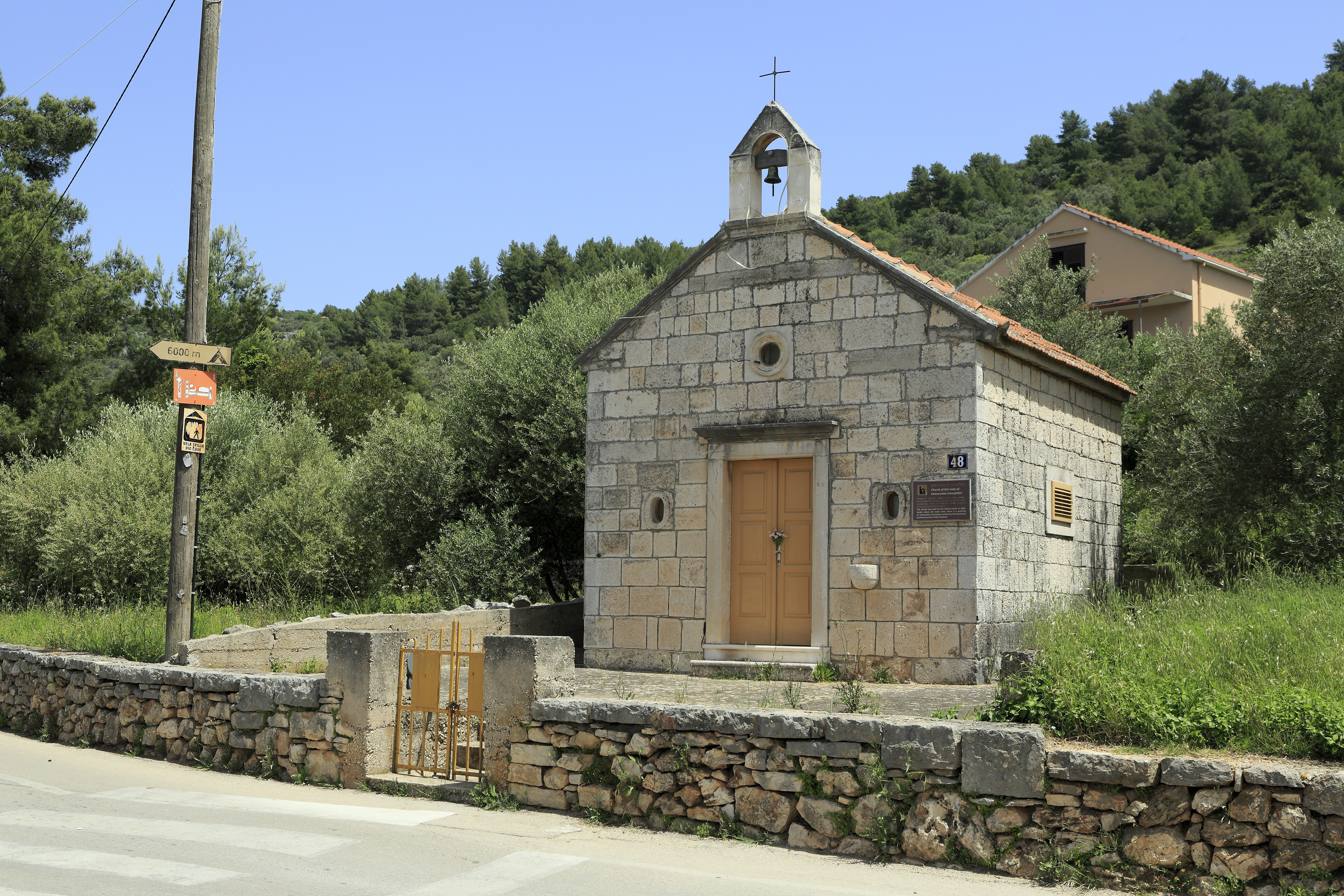
Церковь Зачатия Богородицы
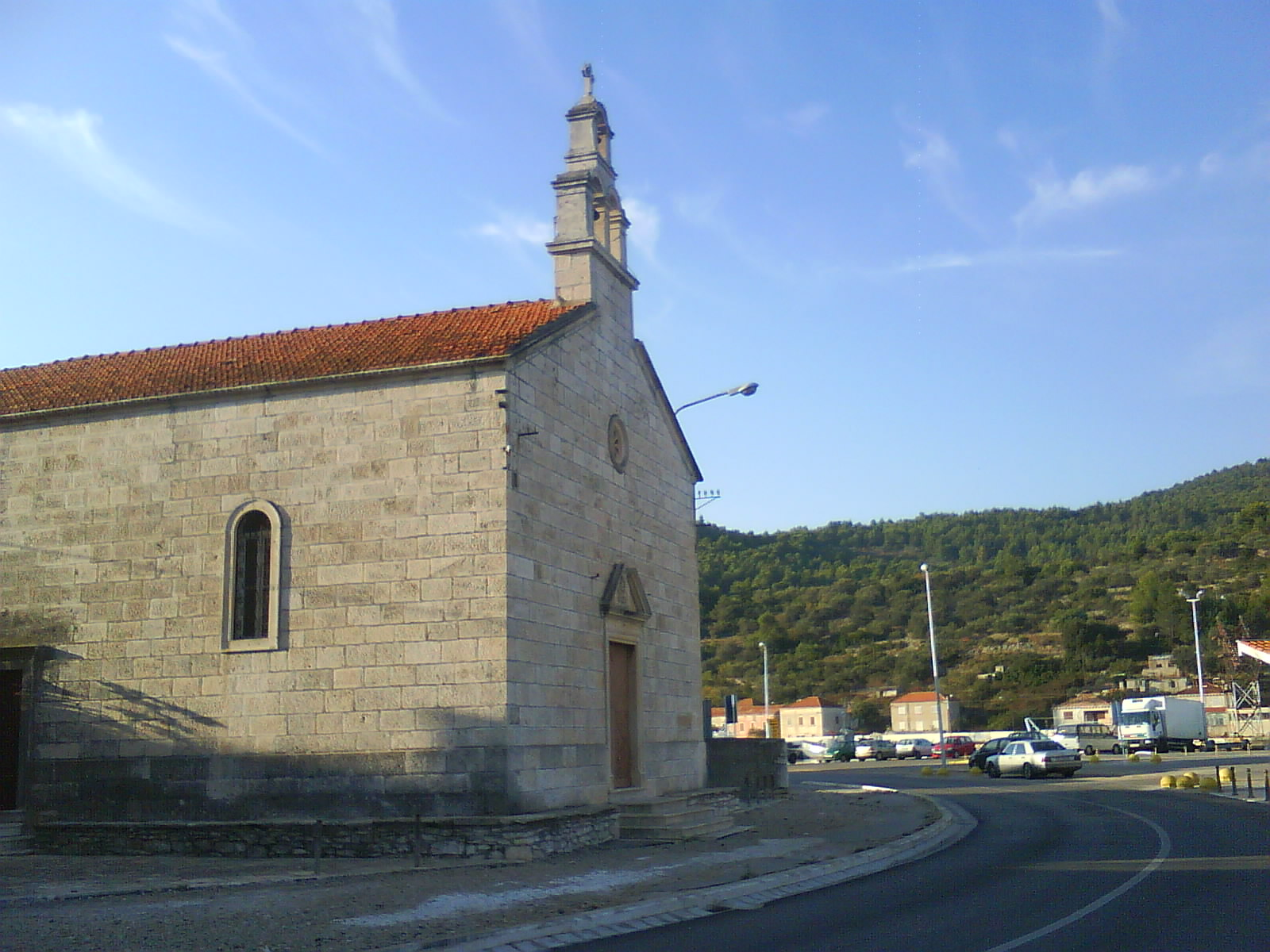
Церковь Богородицы Здравия
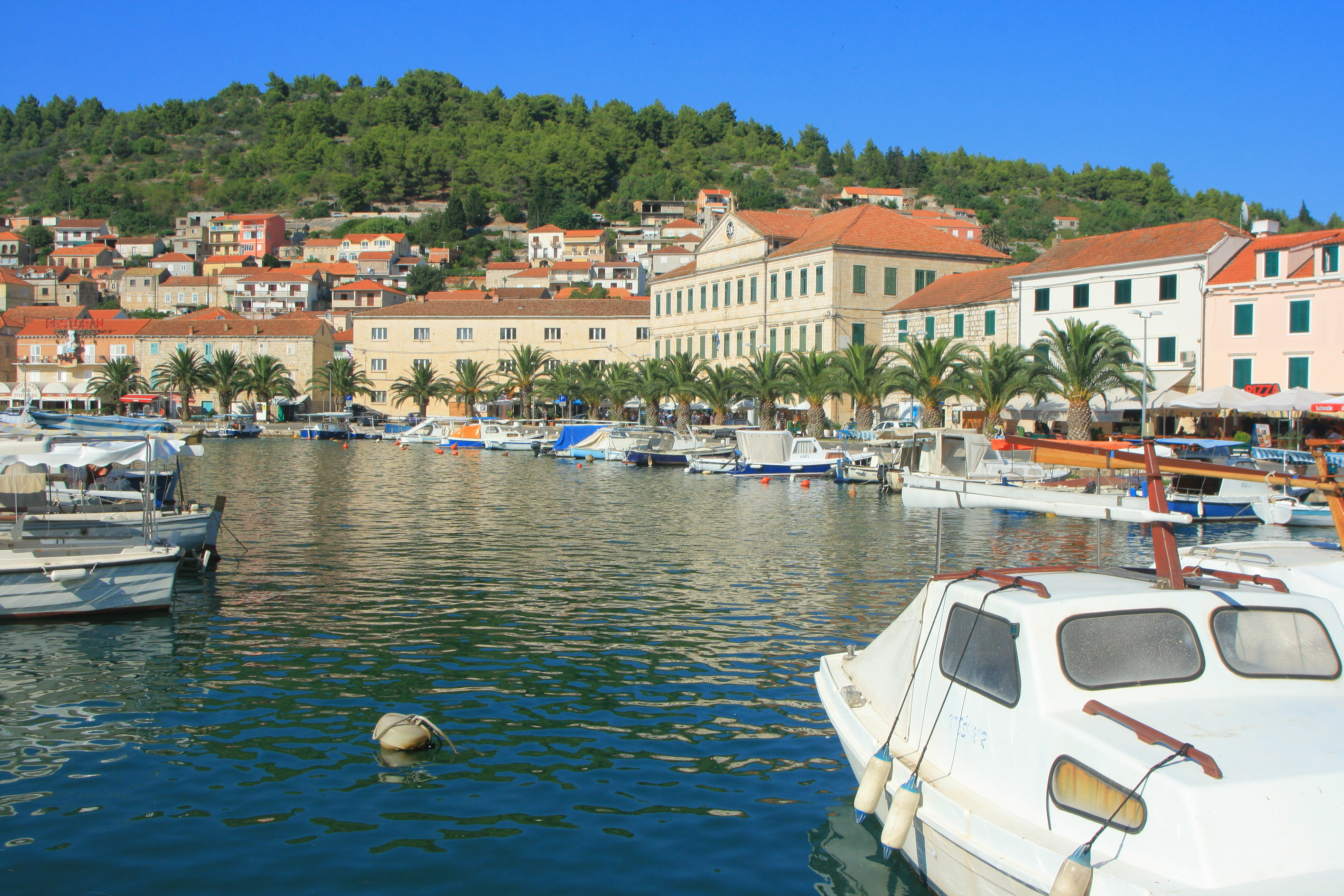
Вид на город из марины
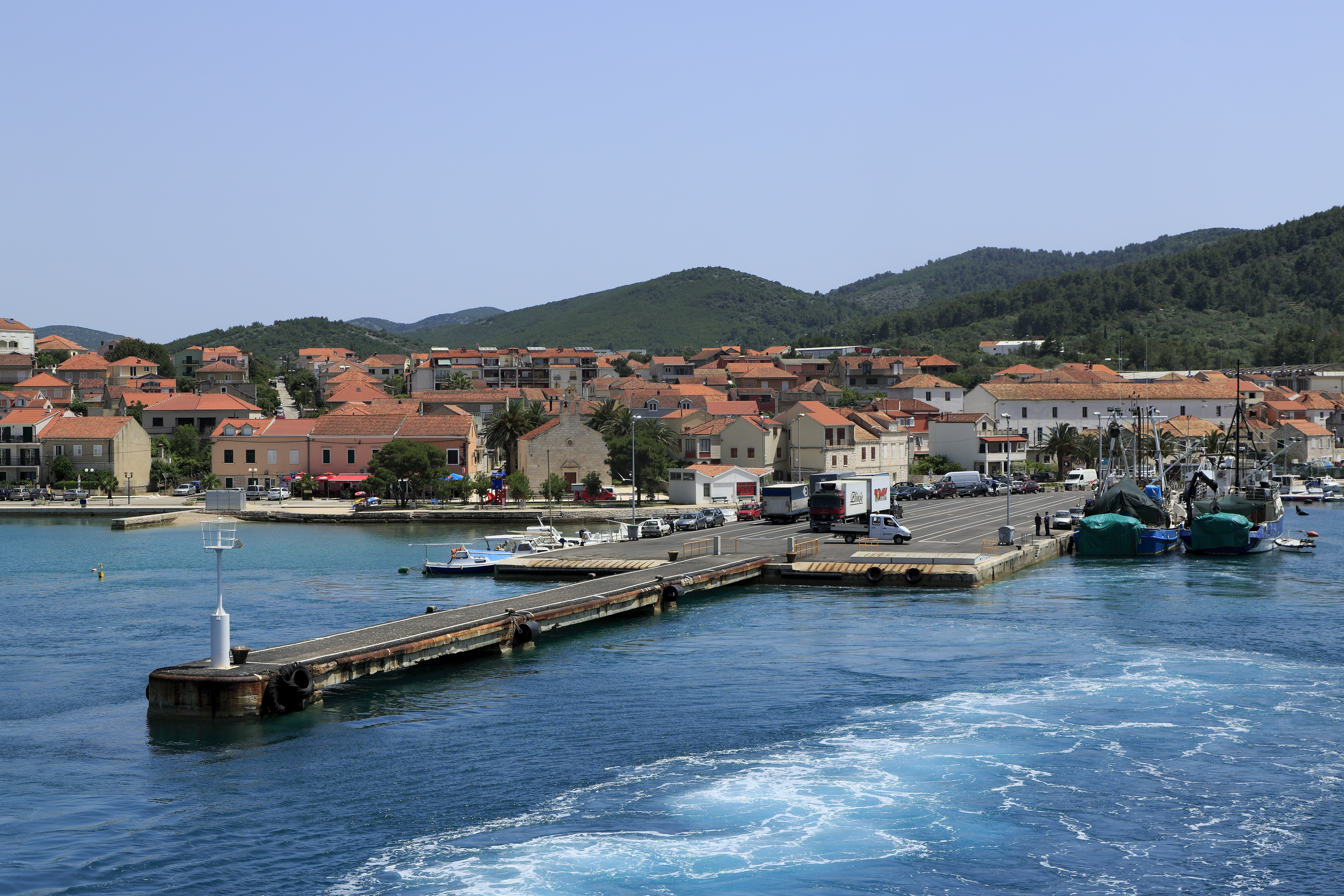
Паромный причал
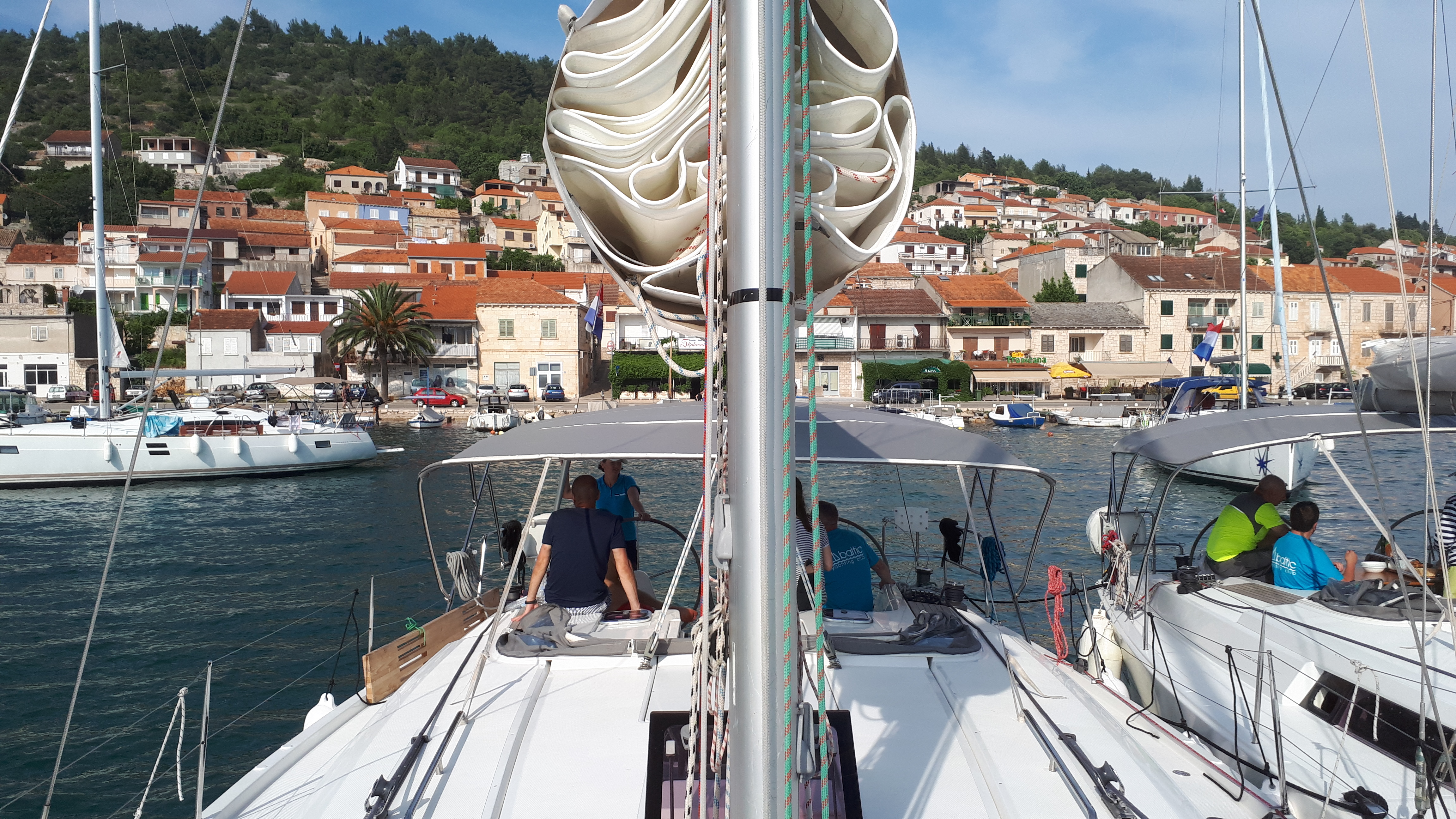
Яхты в порту Вела-Лука
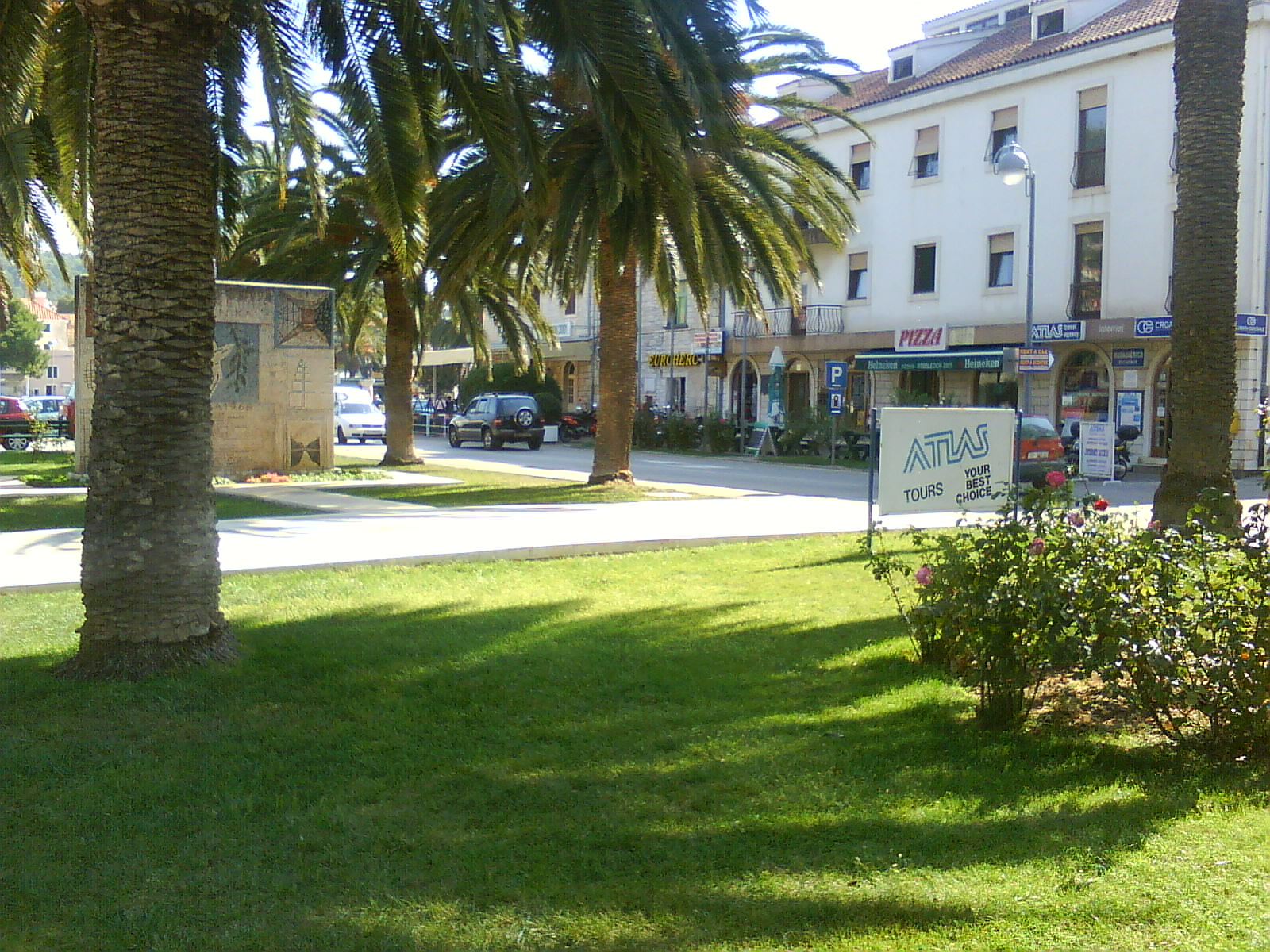
Центр города
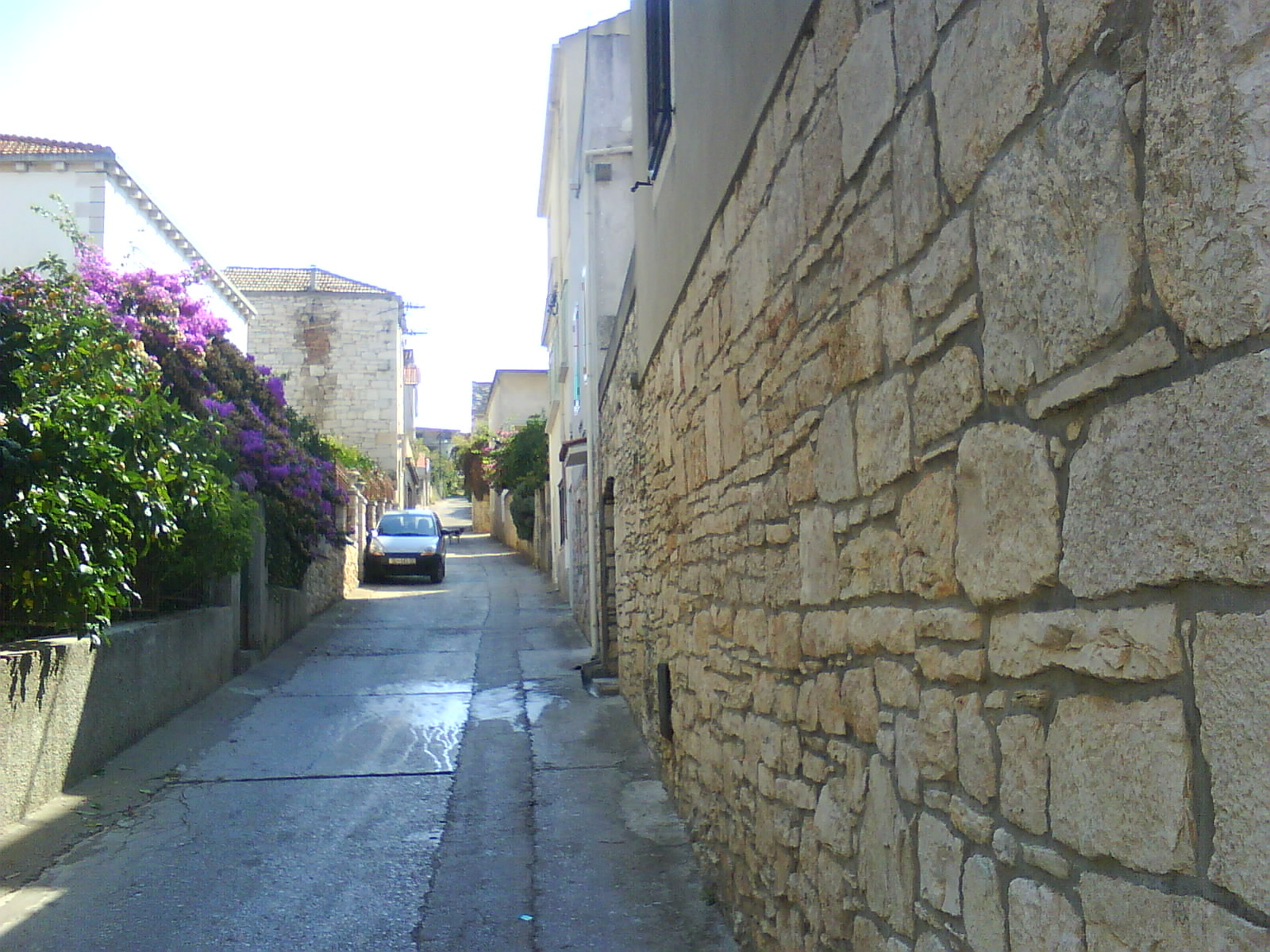
Городская улочка
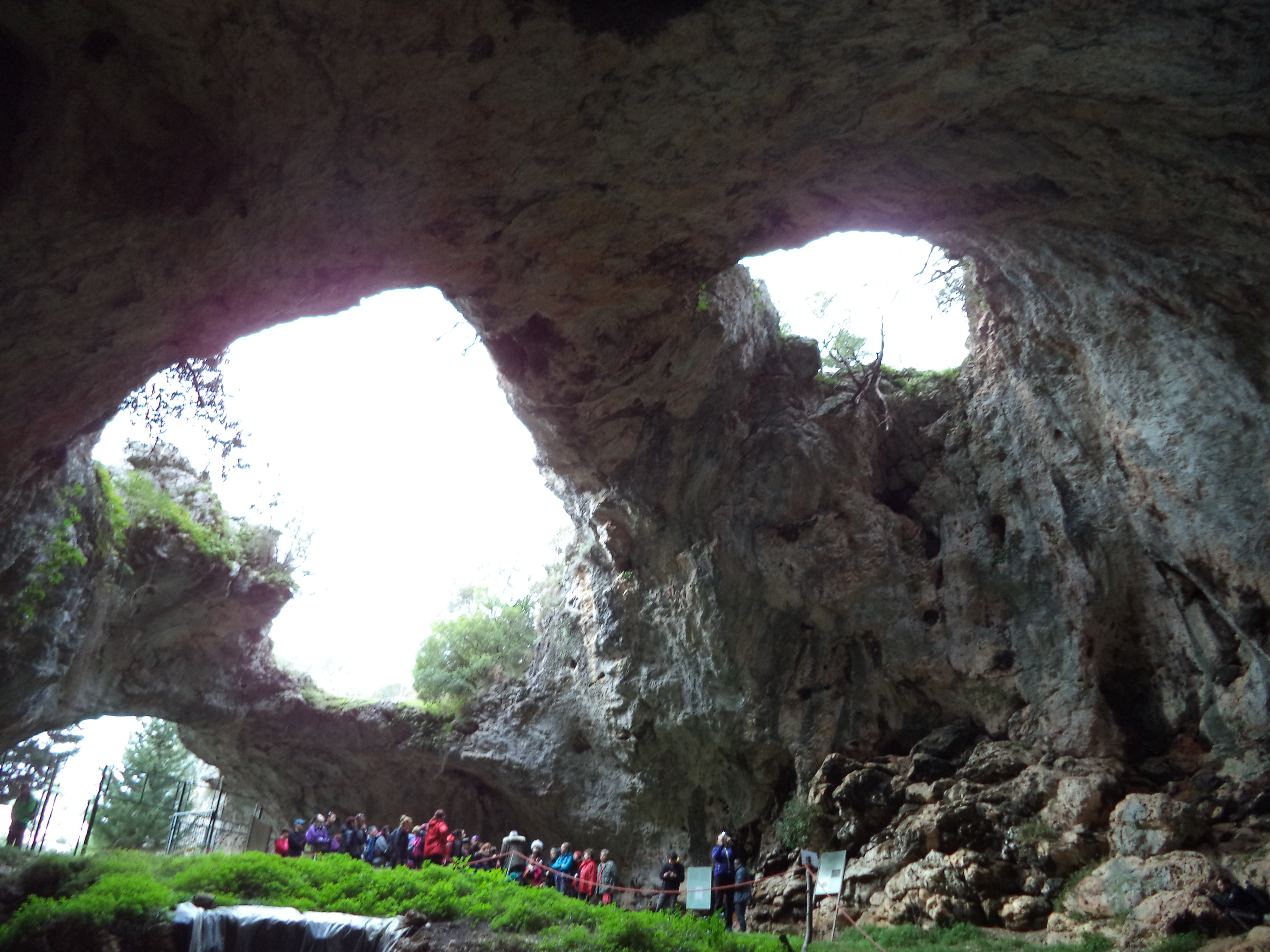
Вела-Спила